# خط‌کش سینوسی
خط‌کش سینوسی نوعی خط‌کش و از ابزارهای مناسب و دقیق در اندازه‌گیری زاویه است. خط‌کش سینوسی از یک خط‌کش و دو عدد میلهٔ هم‌قطر که در شیار پله‌ها جاسازی شده‌اند، تشکیل شده‌است.
از خط‌کش سینوسی در زوایای بزرگ‌تر از ۴۵ درجه نباید استفاده کرد، زیرا خطای آن زیاد می‌شود.